# Fairview (Oregon, Coos megye)
Fairview az Amerikai Egyesült Államok északnyugati részén, Oregon állam Coos megyéjében, a Coquille folyó északi ága mentén elhelyezkedő önkormányzat nélküli település.
Az Oregon Geographic Names szerint a település neve magyarázó jellegű. Fairview-tól Coquille irányába iparvasút vezetett. A Multnomah megyei Fairview-val való összetéveszthetőség miatt a posta ideiglenesen a Cleone nevet viselte.

## Fordítás
- Ez a szócikk részben vagy egészben  a   Fairview, Coos County, Oregon című angol Wikipédia-szócikk ezen változatának fordításán alapul.  Az eredeti cikk szerkesztőit annak laptörténete sorolja fel. Ez a jelzés csupán a megfogalmazás eredetét és a szerzői jogokat jelzi, nem szolgál a cikkben szereplő információk forrásmegjelöléseként.